# Star Citizen
Star Citizen (englisch für „Sternenbürger“) ist eine Online-Weltraum-Flugsimulation mit Kampf- und Handelselementen für Windows, die sich seit 2010 in Entwicklung befindet und seit 2011 produziert wird. Die Veröffentlichung des Spiels war im ursprünglichen Umfang für 2014 vorgesehen und wurde seitdem wiederholt verschoben, wobei bis 2014 durch sogenannte Stretchgoals weiterer Entwicklungsumfang hinzugefügt wurde. Es kam zum mehrfachen Verstreichen angekündigter Termine und die Entwicklerfirma Cloud Imperium Games (CIG) gibt seit 2020 kein offizielles Erscheinungsdatum mehr an. Seit 2013 sind Teile des Spiels im Alpha-Stadium spielbar, während weitere Features des geplanten Spiels nach und nach hinzugefügt werden.
Das Crowdfunding-Projekt hat über Crowdfunding und den Verkauf digitaler Inhalte bisher mehr als 800 Millionen Dollar erwirtschaftet. Trotz der hohen Einnahmen hat die Firma infolge hoher Entwicklungsausgaben wenig Rücklagen und ist somit auf einen laufenden Zustrom an neuen Geldern angewiesen. Aufgrund seiner Finanzierungsmethoden und des geringen Entwicklungsfortschritts ist Star Citizen Gegenstand einer kontroversen Debatte.
Parallel zur Online-Simulation namens Star Citizen ist auch eine Einzelspieler-Kampagne namens Squadron 42 in Entwicklung, wobei viele grundlegende Mechaniken dieses Spiels identisch mit denjenigen in Star Citizen sein sollen. Im Gegensatz zur spielbaren Alpha-Version der Online-Simulation existieren zur Einzelspieler-Kampagne keinerlei unabhängige Informationen zum Entwicklungsstand, wobei dedizierte Newsletters und Präsentationen vom Entwickler CIG den Fortschritt der Entwicklung beschreiben. Auf der CitizenCon 2024 wurde erstmals ein Einblick in die Anfangssequenz von Squadron 42 gewährt und ein angepeiltes Veröffentlichungsdatum der ersten Episode von Squadron 42 im Jahr 2026 bekannt gegeben.

## Spielinhalt
Der Kern von Star Citizen soll ein MMOG im Stil von Wing Commander: Privateer und Freelancer sein, welches Weltraumkampf, Rollenspiel, Ego-Shooter, Bergbausimulation, Handelssimulation, Schrottverwertung und viele weitere Spielmechaniken vereinen soll.
Für das Programm wurde vom Entwickler bislang kein geplantes Release-Datum bekanntgegeben, jedoch ist eine aktuelle Alpha-Version für Käufer des Spiels als Early Access zugänglich.
Die Entwicklung von Star Citizen läuft iterativ, wobei mehrere Feature-Updates pro Jahr geplant sind um dem Spiel weitere Mechaniken hinzuzufügen. CIG teilt die nächsten beabsichtigten Entwicklungen mit der Spielerschaft außerdem über eine sogenannte „Roadmap“. Da sich das Spiel Stand 2025 nach wie vor im Alpha-Stadium befindet, sind Fehler und gravierende Änderungen im Gameplay keine Seltenheit. Der Spielfortschritt wird etwa halbjährlich bis jährlich zurückgesetzt, meist im Rahmen eines regulären Updates.
Im Laufe der Crowdfunding-Finanzierung und Entwicklung wurde das Spiel in einzelne 'Module' unterteilt, wobei das Kernmodul das Persistente Universum ist. Die Unterteilung in verschiedene Module soll die Entwicklung unterstützen.

### Persistentes Universum (kurz PU)
Das persistente Universum ist die zentrale Komponente von Star Citizen. Es soll dereinst über 100 Sternensysteme enthalten, in dem sich Spieler auf Raumstationen, begehbaren Planeten, Raumschiffen und weiteren Inhalten frei bewegen und interagieren können.
Der Stand 2025 sichtbare Umfang ist im Vergleich zum geplanten Umfang sehr gering. Dieser als langsam empfundenen Entwicklung wird vielfach widersprochen mit Verweis auf die Tatsache, dass aktuell noch Zeit in grundlegende, aber wenig sichtbare Mechaniken sowie in die Einzelspieler-Kampagne Squadron 42 investiert werden muss. So steht beispielsweise die finale Implementation einer grundlegenden Mechanik („Server-Meshing“) noch aus, mit welcher CIG plant weitere Sternsysteme zu Star Citizen hinzuzufügen. Mit dem Patch 4.0.1 wurde Anfang 2025 eine erste Version von statischem „Server-Meshing“ hinzugefügt zusammen mit dem zweiten Sternsystem.

### Arena Commander
In einer kompakt abgegrenzten Weltraumumgebung treten einzelne oder mehrere Spieler gegeneinander und im Verbund gegen computergesteuerte Gegner in verschiedenen Spielmodi wie Raumschiffkampf und Rennen an. Unterstützer des Spiels können dabei ihre käuflich erworbenen Raumschiffe einsetzen oder über erspielbare Währung Raumschiffe 'mieten'. Es gibt zudem einen Rennmodus, auf dem auf separaten Rennstrecken geflogen werden kann. Das Arena Commander Modul ist aktuell das einzig verfügbare Testmodul in Star Citizen (neben dem PU). Es bietet mehrere Spielmodi auf kleinen definierten Karten.

### Ehemalige oder pausierte Module
Im Lauf der Entwicklung hat sich die Modulaufteilung geändert, in dem Module beendet, in andere integriert oder die Entwicklung auf unbekannte Zeit pausiert wurde.

#### Hangar Module
Das Hangar Module war der erste nutzbare Baustein und wurde im September 2013 veröffentlicht. Unterstützern des Spiels wurde damit ermöglicht, sich käuflich erworbene Raumschiffe in einer Hangar-Umgebung als 3D-Modelle anzusehen. Das Hangar Module ist seit Version 3.13.1a nicht mehr zugänglich.

#### Star Marine
2016 wurde ein Mehrspieler-Ego-Shooter veröffentlicht, in dem bis zu 24 Spieler auf kompakten Karten gegeneinander antreten können. Star Marine wurde mittlerweile Teil des Arena Commander Moduls.

#### Theatre of War (Entwicklung auf unbekannte Zeit unterbrochen)
Ende 2019 kündigte Cloud Imperium einen weiteren Spielmodus unter dem Namen Theatre of War an, der einen teambasierten Multiplayershooter ähnlich Battlefield bieten und im Frühjahr 2020 erscheinen sollte. Die Veröffentlichung des Moduls wurde nach technischen Problemen auf unbekannte Zeit verschoben.

## Squadron 42
Squadron 42 ist die geplante, separat käufliche Einzelspieler-Kampagne und an die Spielserie Wing Commander angelehnt. Diese soll in mehreren Episoden erscheinen, die jeweils etwa 20 Stunden Spielzeit umfassen sollen. Für das Spiel wurde eine schauspielerische Starbesetzung angeworben, darunter aus US-amerikanischen Filmen bekannte Stars wie Gary Oldman, Mark Hamill, Gillian Anderson, Mark Strong, John Rhys-Davies, Jack Huston, Ben Mendelsohn, Andy Serkis, Harry Treadaway, Liam Cunningham, Rhona Mitra, Ian Duncan, Sophie Wu, Gemma Whelan, Henry Cavill und Craig Fairbrass. Ursprünglich war die Veröffentlichung des Spiels für 2014 angekündigt, wurde allerdings wiederkehrend verschoben. Im Dezember 2020 verkündete Chefentwickler Chris Roberts, dass kein offizielles Release-Datum bekanntgegeben und bis zur Veröffentlichung keine Spielinhalte der Öffentlichkeit präsentiert werden. Zustand und Entwicklungsfortschritt von Squadron 42 sind seitdem unbekannt. Im Januar 2022 suggerierte Cloud Imperium Mitarbeiter Carl Jones, dass Squadron 42 spätestens 2027 erscheinen soll. Im Oktober 2023 erreichte Squadron 42 laut den Entwicklern den Feature Complete-Status und geht in eine Polishing-Phase über. Auf der CitizenCon 2024 wurde erstmals ein Einblick in die Anfangssequenz von Squadron 42 gewährt und ein angepeiltes Veröffentlichungsdatum der ersten Episode im Jahr 2026 bekannt gegeben.

## Entwicklung und Finanzierung

### Ursprung und Beginn der Entwicklung
Haupt-Designer und Erfinder des Star-Citizen-Universums ist der für die Wing-Commander-Reihe bekannte Spieleentwickler Chris Roberts, der dafür im April 2012 das Unternehmen Cloud Imperium Games gründete. Star Citizen orientiert sich im Spielaufbau an der ursprünglichen Vision Roberts des Spieles Freelancer, für welches nach mehreren Verzögerungen deutliche Kürzungen am Inhalt vollzogen wurden, nachdem Roberts seine Position als Produktionsleiter verlassen hatte.
Der Start der Entwicklung (Vorproduktion) von Star Citizen begann im Jahr 2010. Im Jahr 2011 begann die Produktion des Spiels auf Basis der CryEngine 3. Mehrere externe Entwicklungsfirmen wie CGBot, Rmory, VoidAlpha und Behaviour Interactive wurden mit Entwicklungsarbeiten des Spiels und mit der Erstellung von Werbematerial beauftragt. Im Juni 2014 waren daher bereits 268 Mitarbeiter mit den Entwicklungsarbeiten von Star Citizen beschäftigt.

### Finanzierung
Cloud Imperium Games startete im Oktober 2012 eine Crowdfunding-Kampagne für eine neue Weltraum-Flugsimulation mit Kampf- und Handelselementen. Für die Gesamtfinanzierung des zu entwickelnden Weltraumspiels strebte Roberts eine Mischung aus Investorengeldern, Eigenkapital und Fanfinanzierung an. Bis zum Jahr 2023 waren Berichten zufolge 600 Millionen US-Dollar für die Entwicklung von Star Citizen gespendet worden. Einnahmen für das Projekt werden seit Ende der Kickstarter-Kampagne durch den Verkauf virtueller Raumschiffe und anderer virtueller Gegenstände generiert, die mehrere hundert oder tausend US-Dollar kosten können und deren Kauf Voraussetzung für die Nutzung in den veröffentlichten Entwicklungsversionen ist.
Seit Oktober 2015 können Unterstützer am sogenannten Referral Program teilnehmen. Dieses soll, mittels steigend wertvoller Belohnungen, vorhandenen Unterstützern Anreize schaffen, neue Mitspieler anzuwerben.
Im Dezember 2018 hat Cloud Imperium Games einen Unternehmensanteil von 10 % für eine Investitionssumme von 46 Millionen US-Dollar an den südafrikanischen Unternehmer Clive Calder, mit dem Verwendungszweck einer Werbekampagne von Squadron 42, veräußert. Der Gesamtwert des Unternehmens wurde zu jener Zeit auf etwa 500 Millionen US-Dollar geschätzt.
Nach Angaben von CIG beläuft sich die Anzahl der Nutzerkonten mit Spenden am 23. Dezember 2020 auf etwa 1.177.919, was einer durchschnittlichen Geldgabe von etwa $287 pro Nutzerkonto entspricht. Die genannten Finanzierungsmethoden sowie die bestehenden Spielinhalte motivieren zur mehrfachen Erstellung von Nutzerkonten und einer damit verbundenen Spende.

### Arbeitsbedingungen
Mitarbeiter berichteten von hohen Termindruck und Crunch verursacht durch Mismanagement, worauf zahlreiche Entwickler kündigten.

### Zusammenfassender Entwicklungsstand
Star Citizen: Eine Alpha-Version des Mehrspieler-Spiels ist zu Testzwecken für alle Käufer zugänglich. Aufgrund des derzeitigen Entwicklungsstandes ist die Erprobung dieser Testversion jedoch noch mit erheblichen technischen Fehlern verbunden, auf 600 Spieler pro Spiel-Server begrenzt und beinhaltet nur einen kleinen Teil der beworbenen Entwicklungsziele (bspw. nur zwei von angekündigten 100 Sonnensystemen). 2024 wurde erstmals ein angezielter Umfang für die Version 1.0 von Star Citizen angekündigt: statt der ursprünglichen 100 Systeme, sollen nun lediglich 5 Systeme in Version 1.0 enthalten sein. Ein Zeitplan bis wann Version 1.0 kommen soll, wurde in dem Zusammenhang nicht genannt.
Squadron 42: Eine Veröffentlichung der Einzelspieler-Kampagne wurde ursprünglich für November 2014 angekündigt. Dieser Termin verschob sich mehrfach, zunächst auf Mitte 2015 und später auf 2016. Ende 2016 wurde ein Releasetermin für 2017 angekündigt, welcher ebenfalls nicht eingehalten werden konnte. Eine Beta-Version wurde zuletzt für den 1. Juli 2020 angekündigt, was jedoch erneut und ohne offizielle Terminkorrektur nicht eingehalten wurde. Im Jahr 2023 erreichte das Spiel laut Eigenaussage den Feature Complete-Status und der Release ist nun auf 2026 angekündigt.

## Kritik
Um Star Citizen und Squadron 42 entwickelte sich eine kontroverse Debatte besonders nach dem Verstreichen des ursprünglich öffentlich kommunizierten Release-Termins im Jahr 2014. Zahlreiche Publikationen und (teilweise prominente) Einzelpersonen aus der Spieleindustrie haben sich kritisch zu dem Projekt geäußert. Diverse längere Reportagen thematisierten zu unterschiedlichen Zeiten Teilaspekte der Entwicklung. Das produzierende Unternehmen Cloud Imperium und Unternehmensleiter Chris Roberts wiesen Kritikpunkte zurück oder kommentierten sie nicht. Gegen kritisch berichtende Publikationen wurde zum Teil gerichtlich vorgegangen. Der folgende Abschnitt soll einen Überblick über die präsentesten Kritikpunkte an der Entwicklung von Star Citizen und Squadron 42 ermöglichen.

### Unrealistische Ziele, ineffiziente Entwicklung und irreführendes Marketing
Obwohl die Entwicklung des Spiels 2010 ihren Anfang nahm und mehr als 800 Millionen US-Dollar verschlungen hat, ist das Spiel weit von einer zeitnahen Fertigstellung entfernt (Stand: April 2025). Fundamentale Inhalte sind viele Jahre nach beworbenen Fertigstellungsterminen noch nicht verfügbar oder nicht fertiggestellt.
Während der Crowdfunding-Kampagne 2012 deutete Chris Roberts an, dass das Spiel 2014 veröffentlicht werden könnte, was durch eine Angabe auf der Kickstarter-Seite des Projektes unterstrichen wurde. Im Laufe der Entwicklung wurden die geplanten Veröffentlichungstermine wiederkehrend nach hinten verschoben. Das Arena Commander-Modul, das ursprünglich für Dezember 2013 geplant war, wurde um sechs Monate auf seine ursprüngliche Veröffentlichung im Juni 2014 verschoben. Star Marine, das ursprünglich für eine Veröffentlichung im Jahr 2015 geplant war, wurde auf Dezember 2016 verschoben. Seit der Veröffentlichung von Alpha 3.0 wurden keine weiteren Veröffentlichungstermine oder Projektdeadlines für Star Citizen kommuniziert. Das Spiel wird daher von einigen Stimmen als Vaporware eingestuft.
Squadron 42, die nun eigenständige Einzelspielerkomponente des Spiels, war ursprünglich für die Veröffentlichung im Jahr 2014 geplant, leidet aber ebenfalls unter einer Verzögerung von mehreren Jahren. Nachdem das Veröffentlichungsfenster 2014 verpasst wurde, wurde ein Veröffentlichungsfenster im Jahr 2015 und dann für 2016 kommuniziert, bevor das Projekt „auf unbestimmte Zeit verschoben“ wurde. Im Jahr 2018 kündigte Cloud Imperium Games einen Plan an, die Beta-Phase der Entwicklung von Squadron 42 vor dem Ende des ersten Quartals 2020 zu beginnen, aber dieses Datum wurde später auf das Ende des zweiten Quartals 2020 gelegt. Der Release der Beta wurde zu Beginn des Jahres 2020 erneut verschoben, auf das dritte Quartal 2020, bis Chris Roberts am 10. Oktober 2020 erklärte, dass „wir noch einen Weg vor uns haben, bevor wir in der Beta sind“.
Als sich das Projekt immer weiter verzögerte und die kommunizierten Deadlines nicht einhielt, wurde in der medialen Berichterstattung und unter einigen Unterstützern zunehmend die Vermutung geäußert, dass das Spiel zur Vaporware werden könnte und vielleicht nie veröffentlicht wird. Viele dieser Verzögerungen wurden auf eine verbesserungswürdige Arbeitskultur und -organisation bei Cloud Imperium Games zurückgeführt. Laut Aussagen ehemaliger Mitarbeiter im Jahre 2016 leide die Produktion unter exzessivem Mikromanagement des CEOs Chris Roberts, der tief in die Entstehungsabläufe eingreife und produktives Arbeiten erschwere. Begonnene oder gar fertige Arbeiten werden von Roberts oft verworfen oder es werden starke Abänderungen gefordert, was den Entwicklungsstand weit zurückwerfe.
Vielfach kritisiert wird der fehlende monetäre Druck, ein fertiges Spiel abzuliefern, und es wurden Vorwürfe laut, nach denen eine nie endende Entwicklung der Software selbst zum Geschäftsmodell geworden sei. Dies wird als eine Ursache der zahlreichen Verschiebungen und nicht eingehaltener Fristen kritisiert.

### Pay-to-Win und Netzwerk-Marketing
Inhalte, wie z. B. Weltraumschiffe, werden teilweise ausschließlich zu Einzelpreisen von bis zu 3000 US-Dollar und Paketpreisen von bis zu 48.000 US-Dollar vom Entwickler verkauft, sind aber großteils auch im Spiel durch die Spielwährung aUEC (Alpha UEC) erwerbbar. Exklusive Gelegenheiten zum Kauf von Spielinhalten werden mittels Tickets an Veranstaltungen oder Abonnements verkauft. Durch die vom Unternehmen künstlich begrenzte Verfügbarkeit erwerbbarer Inhalte wie Raumschiffe und deren Eigenschaften im Spiel (z. B. Versicherungen), einer sukzessiven künstlichen Verteuerung und die Ermöglichung eines Handels auf verschiedenen Internet-Märkten, wird eine reale Werthaftigkeit und Knappheit gezielt suggeriert. Durch regelmäßige Zurücksetzungen der Spielerdaten durch wiederkehrende "Wipes", die nach großem Zeiteinsatz mit Spielwährung erworbene Gegenstände aus den Inventaren der Spieler entfernen, aber nicht jene mit Echtgeld erworbenen Raumschiffe und Gegenstände, ist Spielern ein dauerhaftes Erspielen von Inhalten nicht möglich.
Die per Geldausgaben für Raumschiffe und Spielwährung erreichbare Bevorteilung, z. B. in Weltraumkämpfen, wurde von Beobachtern als ein Pay-to-Win-Monetarisierung kritisiert. Der Entwickler widersprach dieser Kritik mit der Behauptung, das Spiel entziehe sich einer solchen Kategorisierung aufgrund des Fehlens eines klar definierten Spielziels. Die Entfernung einer anfänglich existierenden Begrenzung der durch Echtgeld erwerbbaren Ingame-Währung sowie der Verkauf von virtuellen Grundstücken zog weitere Kritik nach sich.
Das Belohnungssystem (Referral Program) für die Anwerbungen von Käufen steht in der Kritik, systematisch als Netzwerk-Marketing zum Zwecke einer monetären Gewinnbringung genutzt zu werden, was mit Hilfe eines lebhaften grauen Marktes ermöglicht wird.

### Nepotismus
Die Beschäftigung von Personen in hohen Positionen, die im nahen Umfeld des leitenden Spieleentwicklers und Mitgründers Chris Roberts stehen, brachte dem Projekt den Vorwurf der Vetternwirtschaft ein. So wurde Roberts’ Bruder Erin die Leitung über das Entwicklerstudio in England übertragen.
Roberts’ Ehefrau Sandi Gardiner war mit den gemeinsamen Kindern bereits in frühen Werbefilmen des Projekts zu sehen, erlangte später die Position des Vice President of Marketing und arbeitete darüber hinaus als Schauspielerin für Motion Capturing Aufnahmen. Gleichzeitig bestritt Roberts über Jahre der Spieleentwicklung mit Gardiner verheiratet zu sein. Tatsächlich befand sich Roberts jedoch seit 2009 nach einer Trennung im Jahre 2005 bereits in einer zweiten Ehe mit Gardiner. Öffentlich vorgebrachte Zweifel an der Eignung Gardiners, die zuvor hauptsächlich als Schauspielerin gearbeitet hatte, in der Position als Marketingchefin beantwortete diese mit dem Verweis auf zwei Abschlüsse im Bereich Ökonomie. Nachweise für diese Abschlüsse wurden nie veröffentlicht. Das zugehörige Video, in dem Gardiner behauptet diese erlangt zu haben, wurde gelöscht. Roberts selbst stellt in Bezug auf den Vorwurf mangelnder Kompetenz den großen Erfolg der Crowdfunding-Kampagne heraus, den Gardiner als Leiter des Marketing-Bereichs maßgeblich mitzuverantworten hätte.

### Sonstige
Teilweise kritisch wird die Personalie Ortwin Freyermuth bewertet. Freyermuth ist langjährig mit Roberts befreundet, Vizechef bei Cloud Imperium Games und agiert als deren Rechtsvertretung. Laut Forbes eröffnete Freyermuth gemeinsam mit Roberts in der Vergangenheit eine Finanzierung für Filmproduktionen unter der Ausnutzung eines deutschen Steuersparmodells, das inzwischen eingestellt wurde, entgegen seinem ursprünglich angedachten Zweck. Ebenfalls hat Freyermuth versucht mit Drohbriefen die Veröffentlichung unerwünschter Kritik an Star Citizen zu verhindern beziehungsweise zu entfernen.

## Rechtlicher Streit mit Crytek
Crytek, die Entwickler der CryEngine, reichten im Dezember 2017 eine Klage wegen Urheberrechtsverletzung und Vertragsbruch gegen Cloud Imperium Games ein. Crytek warf Cloud Imperium Games unter anderem vor, die CryEngine auch nach dem Wechsel zur Spiele-Engine Amazon Lumberyard weiter verwendet zu haben. In der ursprünglichen Klage wurde direkter und indirekter Schadenersatz sowie eine dauerhafte Unterlassungsverfügung gegen die weitere Verwendung der CryEngine in Star-Citizen- oder Squadron-42-Materialien gefordert. Cloud Imperium Games bezeichnete die Klage als „unbegründet“, während Crytek erklärte, dass man „keine andere Wahl hatte, als sein geistiges Eigentum vor Gericht zu schützen“.
Im weiteren Verlauf des Rechtsstreits argumentierte Cloud Imperium Games, dass Crytek sich die zwischen den beiden Unternehmen getroffenen Vereinbarungen „selektiv“ und „irreführend“ zu eigen gemacht habe. Cloud Imperium Games machte außerdem geltend, dass die exklusive Nutzung der Engine nicht zu einer „Verpflichtung zur Nutzung dieser Engine“ führe und dass die ursprüngliche Vereinbarung „beide Parteien von Schadensersatzansprüchen“ ausschließe. Cloud Imperium Games beantragte im Januar 2018 die Abweisung der Klage, doch im August desselben Jahres lehnte der Richter die Abweisung mit Ausnahme einer einzigen Forderung und der Geltendmachung von Schadenersatz mit Strafcharakter ab. Im Dezember 2018 wies der Richter jedoch die Klagen ab, die das Recht von Cloud Imperium Games auf die Verwendung einer anderen Spiel-Engine und ihre Verpflichtung zur Förderung der CryEngine betrafen.
Nach einem weiteren Jahr des Rechtsstreits beantragte Crytek im Januar 2020 die Abweisung der Klage ohne Vorurteile und Anwaltskosten mit der Option, die Klage nach der Veröffentlichung von Squadron 42 wieder aufzunehmen. Cloud Imperium Games konterte mit einem Antrag auf Abweisung der Klage gegen Zahlung von 500.000 US-Dollar an Anwaltskosten durch Crytek. Während der Anträge auf Klageabweisung legte Cloud Imperium Games eine E-Mail von Amazon an Crytek vom Mai 2019 vor, aus der hervorging, dass das Unternehmen im Jahr 2016 eine Lizenz für seine Lumberyard-Engine erteilt hatte, die auch die Rechte an der CryEngine im Lizenzvertrag enthielt.
Im Februar 2020 legten Crytek und Cloud Imperium Games den Rechtsstreit mit einem Vergleich unter nicht öffentlich bekanntgegebenen Bedingungen bei. Im Januar 2021 wurde aus dem von CIG veröffentlichten Jahresbericht bekannt, dass Cloud Imperium Games 2020 eine Lizenz für die CryEngine von Crytek erworben hat.